# Aéroport de Taichung

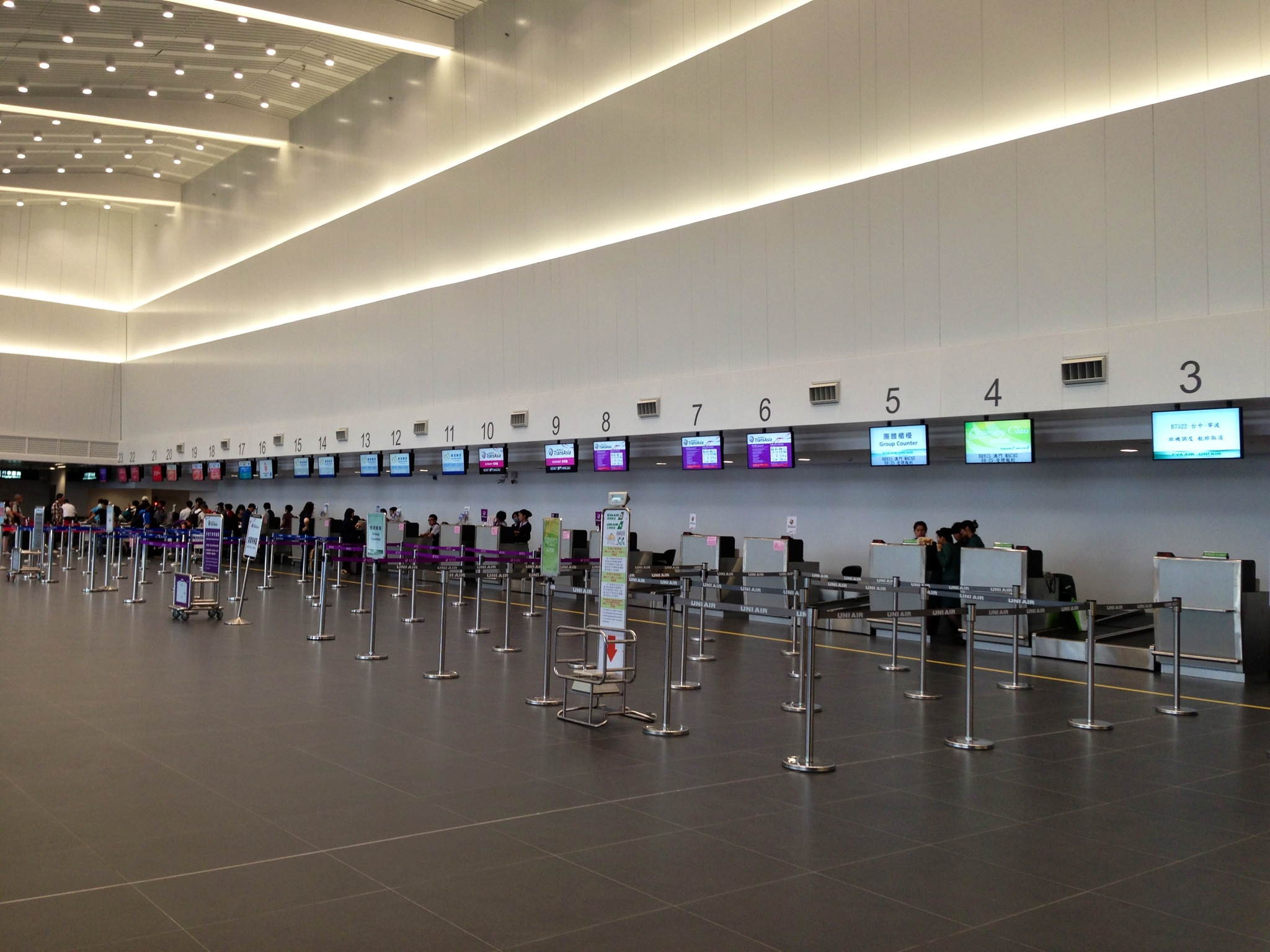
Terminal de l'aéroport de Taichung.

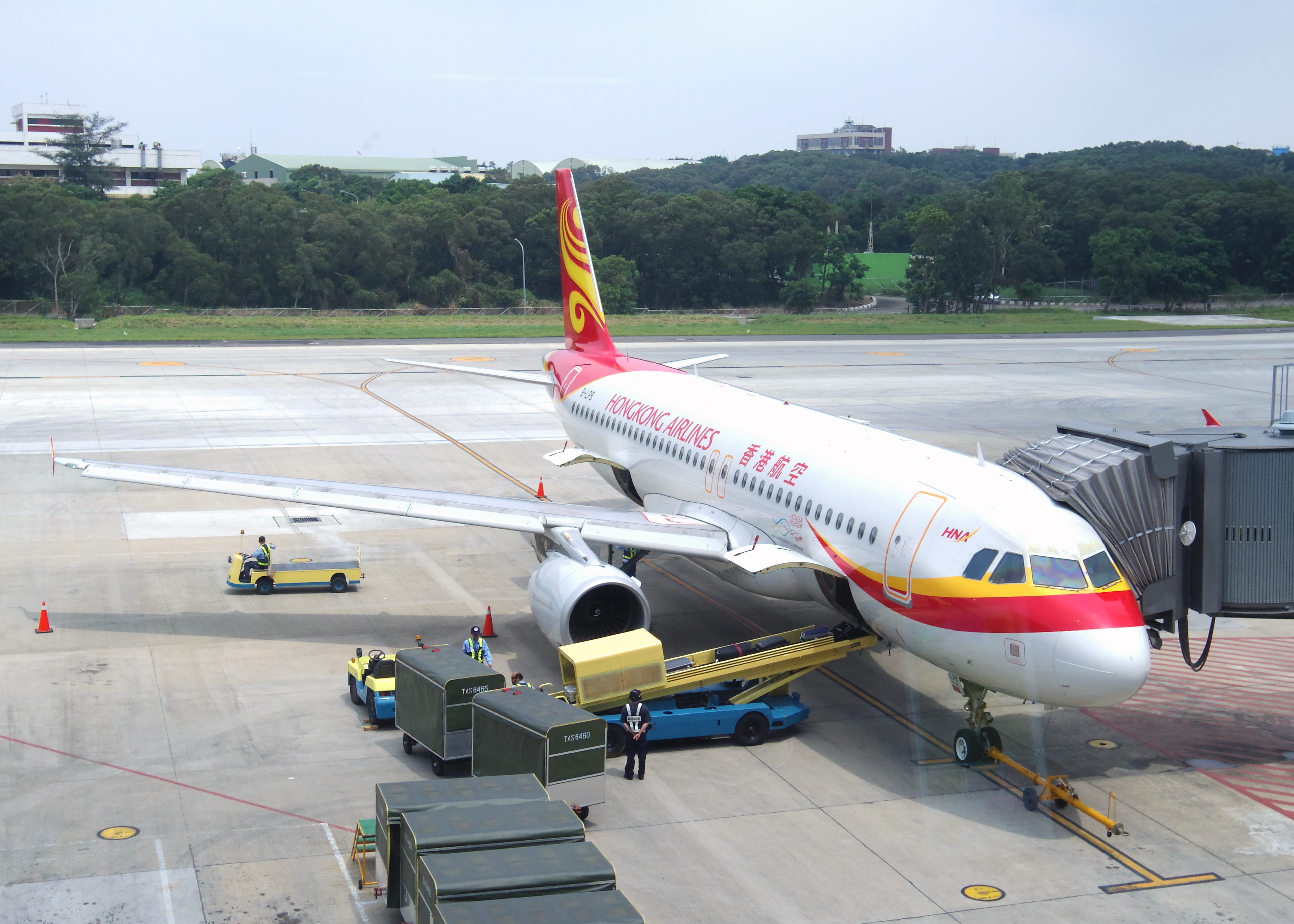
Piste de l'aéroport de Taichung.

L'aéroport de Taichung (en chinois traditionnel : 臺中航空站 ; pinyin : Taizhong Hangkong Zhan) (code IATA : RMQ • code OACI : RCMQ), aussi connu sous le nom d'aéroport de Taichung Ching Chuan Kang (臺中清泉崗機場, Táizhōng Qīngquángǎng Jīchăng), est un aéroport civil et militaire basé à Taichung, Taiwan. C'est le troisième aéroport international du pays, et proposes des destinations régulières à destination de Hong Kong, Ho Chi Minh Ville, Hanoi et Macao, ainsi que des vols charters vers le Japon, la Corée du Sud, la Thaïlande ou Palaos.

## Histoire

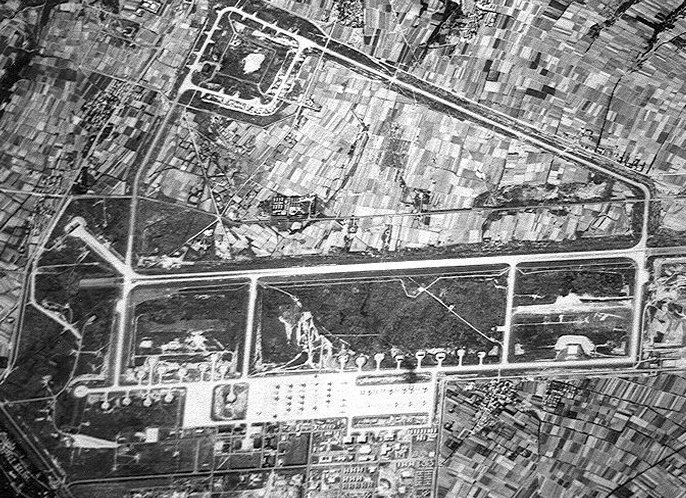
Base militaire de Ching Chuan Kang.

L'aéroport Ching Chuan Kang est construit durant l'occupation Japonaise de l'île et est baptisé Aéroport de Kōkan (公館空港). L'aéroport est agrandi en 1954 en conséquence du Traité de Défense Mutuelle Sino-Américaine, et renommé Base aérienne Ching Chuan Kang (清泉崗空軍基地), en mémoire du général Qiu Qingquan. C'est alors la plus importante base aérienne de l'Extrême-Orient, pouvant accueillir des appareils de type B-52 Stratofortress. Pendant la Guerre du Vietnam, Ching Chuan Kang est également un relais de l'US Air Force.
Concernant le transport civil, un terminal se construit dès le 4 septembre 2003, et est inauguré le 5 mars 2004, en remplacement du vieil aéroport de Shuinan (水湳機場, AITA: TXG), situé dans le centre-ville de Taichung

## Situation
| \| 20 km1:1 721 000 \| Taipei-Taoyuan Taipei Songshan Kaohsiung Taichung Tainan Hualien Chiayi Lutao Hengchun Kinmen Magong Beigan Nangan Lanyu · île des Orchidées Pingtung Tchimeï Taitung Wangan |
| 20 km1:1 721 000 |

## Statistiques
Pour des raisons techniques, il est temporairement impossible d'afficher le graphique qui aurait dû être présenté ici.

Voir la requête brute et les sources sur Wikidata.

## Compagnies aériennes et destinations

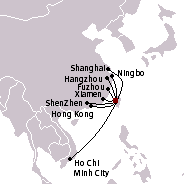
Destinations Internationales.

| Compagnies                | Destinations |
| ------------------------- | --- |
| Air China                 | Tianjin Binhai |
| China Airlines            | Nagoya-Chūbu |
| Cathay Dragon             | Hong Kong |
| China Eastern Airlines    | Nankin |
| EVA Air                   | Macao, Séoul-Incheon |
| Far Eastern Air Transport | Kinmen, Magong, Xiamen-Gaoqi |
| HK Express                | Hong Kong |
| Lucky Air                 | En saison : Kunming-Changshui |
| Mandarin Airlines         | Changsha, Hangzhou-Xiaoshan, Hanoï-Nội Bài, Hô Chi Minh Ville (Tân Sơn Nhất), Hualien, Hong Kong, Kinmen, Magong, Ningbo, Ōita, Okinawa-Naha, Tokyo-Narita, Wuxi/Suzhou |
| Tianjin Airlines          | Haikou |
| Tigerair Taiwan           | Macao |
| T'way Air                 | Séoul-Incheon |
| Uni Air                   | Canton-Baiyun, Kinmen, Magong, Matsu Nangan, Shenzhen-Bao'an, Wuxi/Suzhou                                                                                               |
| Vietjet Air               | Hanoï-Nội Bài, Hô Chi Minh Ville (Tân Sơn Nhất) |

Édité le 04/08/2018